# Wiltshire Horn
De Wiltshire Horn is een schapenras. De Wiltshire Horn is een opvallende verschijning in de wei: een sterk, vitaal dier met een korte, witte vacht. Het is een vleesschaap.
De ontstaansgeschiedenis van de Wiltshire Horn is onbekend. Het ras is zeer oud. Opgravingen hebben uitgewezen dat het al voor de Romeinse tijd bestond. De eerste rasbeschrijvingen dateren uit 1794 van de hand van Luccock.
De Wiltshire Horn is zelfruiend en hoeft niet geschoren te worden. De dieren zijn volkomen winterhard. Van nature heeft dit ras opvallend sterke klauwen. Verwentelen en myiasis zijn praktisch onbekend; daarom wordt de Wiltshire Horn ook wel een gemaksschaap genoemd: de fokker heeft er weinig omkijken naar. De ooi lammert gemakkelijk af en heeft goede moedereigenschappen. Het ras wordt veel gebruikt in kruisingsprogramma’s met als doel de productie van kortwollige, zelfruiende moederdieren en/of het leveren van goede slachtlammeren. Het vlees heeft een zachte smaak. Het karkas is lang en niet vet.